# Rhamphomyia albipennis
Rhamphomyia albipennis är en tvåvingeart som först beskrevs av Fallen 1816.  Rhamphomyia albipennis ingår i släktet Rhamphomyia och familjen dansflugor. Arten är reproducerande i Sverige. Inga underarter finns listade i Catalogue of Life.